# Jessie (Fernsehserie)/Episodenliste

Logo der Serie Jessie

Die Liste der Jessie-Episoden enthält alle Episoden der US-amerikanischen Jugendserie Jessie, sortiert nach der US-amerikanischen Erstausstrahlung. Die Fernsehserie umfasst vier Staffeln mit 101 Episoden. Die Serie endete am 16. Oktober 2015.

## Übersicht
| Staffel | Episodenanzahl | Erstausstrahlung USA | Erstausstrahlung USA | Deutschsprachige Erstausstrahlung | Deutschsprachige Erstausstrahlung |
| Staffel | Episodenanzahl | Staffelpremiere      | Staffelfinale        | Staffelpremiere                   | Staffelfinale                     |
| ------- | -------------- | -------------------- | -------------------- | --------------------------------- | --------------------------------- |
| 1       | 26             | 30. September 2011   | 7. September 2012    | 28. Januar 2012                   | 17. September 2012                |
| 2       | 28             | 5. Oktober 2012      | 13. September 2013   | 13. März 2013                     | 9. November 2013                  |
| 3       | 27             | 5. Oktober 2013      | 28. November 2014    | 29. September 2014                | 21. November 2015                 |
| 4       | 20             | 9. Januar 2015       | 16. Oktober 2015     | 23. November 2015                 | 11. Dezember 2015                 |

## Staffel 1
Die Erstausstrahlung der ersten Staffel war vom 30. September 2011 bis zum 7. September 2012 auf dem US-amerikanischen Sender Disney Channel zu sehen. Die deutschsprachige Erstausstrahlung sendete der Pay-TV-Sender Disney Channel vom 28. Januar bis zum 17. September 2012.
- Debby Ryan, Karan Brar, Cameron Boyce und Skai Jackson waren in allen Episoden zu sehen.
- Peyton List war in zwei Episoden nicht zu sehen.
- Kevin Chamberlin war in einer Episode nicht zu sehen.

| Nr. (ges.) | Nr. (St.) | Deutscher Titel                    | Originaltitel                     | Erstausstrahlung USA | Deutschsprachige Erstausstrahlung (D) | Regie                  | Drehbuch                             | Zuschauer (USA) | Prod. Code |
| --- | --------- | ---------------------------------- | --------------------------------- | -------------------- | ------------------------------------- | ---------------------- | ------------------------------------ | --------------- | ---------- |
| 1 | 1         | Die neue Nanny                     | New York, New Nanny               | 30. Sep. 2011        | 28. Jan. 2012                         | Bob Koherr             | Pamela Eells O’Connell               | 4,63 Mio.       | 101        |
| Jessie Prescott kommt nach New York City, um vor ihrem Vater davonzulaufen und sich ihre Träume zu erfüllen. Durch Zufall trifft sie auf das kleine Mädchen Zuri, die gerade ihre Nanny davonjagt. Jessie nimmt den Job als Nanny für Familie Ross an, die aus einem leiblichen und drei adoptierten Kindern besteht. Auch Butler Bertram wohnt bei den Kindern, deren Eltern die meiste Zeit unterwegs sind. Neben vielen anfänglichen Problemen muss Jessie schließlich auch den Grund erkennen, warum die Kinder ihrer Nannys ständig aus dem Haus jagen. Doch als sie die Eltern der Kinder darüber aufklärt verliert sie fast ihren Job. |           |                                    |                                   |                      |                                       |                        |                                      |                 |            |
| 2 | 2         | Der talentierte Mr. Kipling        | The Talented Mr. Kipling          | 7. Okt. 2011         | 25. Feb. 2012                         | Bob Koherr             | Valerie Ahern & Christian McLaughlin | 4,23 Mio.       | 103        |
| 3 | 3         | Schlechtes Karma                   | Used Karma                        | 14. Okt. 2011        | 1. März 2012                          | Bob Koherr             | Silvia Olivas                        | 3,92 Mio.       | 102        |
| 4 | 4         | Teeparty mit Hindernissen          | Zombie Tea Party 5                | 21. Okt. 2011        | 8. März 2012                          | Shelley Jensen         | Adam Lapidus                         | 4,03 Mio.       | 104        |
| 5 | 5         | Jessie singt und Luke tanzt        | One Day Wonders                   | 28. Okt. 2011        | 15. März 2012                         | Phill Lewis            | Tim Maile und Douglas Tuber          | 3,93 Mio.       | 105        |
| 6 | 6         | Zuris neue, alte Freundin          | Zuri’s New Old Friend             | 4. Nov. 2011         | 22. März 2012                         | Leonard R. Garner, Jr. | Sally Lapiduss & Erin Dunlap         | 4,45 Mio.       | 107        |
| 7 | 7         | Grusel-Connie                      | Creepy Connie Comes a Callin'     | 18. Nov. 2011        | 29. März 2012                         | Phill Lewis            | Eric Schaar & David Booth            | 4,23 Mio.       | 109        |
| Abwesend: Peyton List als Emma Ross |           |                                    |                                   |                      |                                       |                        |                                      |                 |            |
| 8 | 8         | Die Weihnachtsgeschichte           | Christmas Story                   | 9. Dez. 2011         | 12. Juli 2012                         | Phill Lewis            | Pamela Eells O’Connell               | 4,01 Mio.       | 106        |
| 9 | 9         | Ein Star besucht die Familie Ross  | Star Wars                         | 6. Jan. 2012         | 5. Apr. 2012                          | Bob Koherr             | Tim Maile und Douglas Tuber          | 7,32 Mio.       | 114        |
| 10 | 10        | Cooler als ein Fünftklässler       | Are You Cooler than a 5th Grader? | 20. Jan. 2012        | 12. Apr. 2012                         | Kevin Chamberlin       | Valerie Ahern & Christina McLaughlin | 3,33 Mio.       | 111        |
| 11 | 11        | U-Bahn-Chaos                       | Take the A-Train... I Think?      | 27. Jan. 2012        | 19. Apr. 2012                         | Sean McNamara          | Adam Lapidus                         | 3,43 Mio.       | 110        |
| 12 | 12        | Mrs. Chesterfields Romanze         | Romancing the Crone               | 10. Feb. 2012        | 26. Apr. 2012                         | Bob Koherr             | Valerie Ahern & Christian McLaughlin | 2,92 Mio.       | 112        |
| 13 | 13        | Die Prinzessin und das Spatzenhirn | The Princess and the Pea Brain    | 24. Feb. 2012        | 10. Mai 2012                          | Bob Koherr             | Pamela Eells O’Connell               | 3,11 Mio.       | 113        |
| 14 | 14        | Eine verlogene Nanny               | World Wide Web of Lies            | 9. März 2012         | 3. Mai 2012                           | Leonard R. Garner, Jr. | Sally Lapiduss & Erin Dunlap         | 3,23 Mio.       | 108        |
| Abwesend: Peyton List als Emma Ross |           |                                    |                                   |                      |                                       |                        |                                      |                 |            |
| 15 | 15        | Die Kinderflüsterin                | The Kid Whisperer                 | 30. März 2012        | 29. Juni 2012                         | Bob Koherr             | Sally Lapiduss                       | 2,29 Mio.       | 115        |
| 16 | 16        | Ein haariger Fall                  | Glue Dunnit: A Sticky Situation   | 13. Apr. 2012        | 17. Sep. 2012                         | Victor Gonzalez        | Valerie Ahern & Christian McLaughlin | 3,02 Mio.       | 118        |
| 17 | 17        | Böse Jungs                         | Badfellas                         | 27. Apr. 2012        | 13. Juli 2012                         | Victor Gonzalez        | Eric Schaar & David J. Booth         | 3,07 Mio.       | 120        |
| 18 | 18        | Die Schöne und die Biester         | Beauty & the Beasts               | 4. Mai 2012          | 20. Juli 2012                         | Phill Lewis            | Pamela Eells O’Connell               | 2,62 Mio.       | 122        |
| 19 | 19        | Gute Nanny, Böse Nanny             | Evil Times Two                    | 11. Mai 2012         | 6. Juli 2012                          | Bob Koherr             | Adam Lapidus                         | 2,93 Mio.       | 116        |
| 20 | 20        | Sturm in der Teetasse              | Tempest in a Teacup               | 8. Juni 2012         | 27. Juli 2012                         | Victor Gonzalez        | Sally Lapidus & Erin Dunlap          | 3,25 Mio.       | 119        |
| 21 | 21        | Albträume                          | A Doll’s Outhouse                 | 22. Juni 2012        | 3. Aug. 2012                          | Phill Lewis            | Valerie Ahern & Christian McLaughlin | 3,75 Mio.       | 121        |
| 22 | 22        | Notlandung                         | We Are So Grounded                | 13. Juli 2012        | 24. Aug. 2012                         | Eric Dean Seaton       | Valerie Ahern & Christian McLaughlin | 3,67 Mio.       | 124        |
| 23 | 23        | Vorhang auf für Grusel-Connie      | Creepy Connie’s Curtain Call      | 26. Juli 2012        | 10. Aug. 2012                         | Leonard R. Garner, Jr. | Adam Lapidus                         | 3,51 Mio.       | 123        |
| 24 | 24        | Filmsets und Speiseaufzüge         | Cattle Calls & Scary Walls        | 10. Aug. 2012        | 31. Aug. 2012                         | Leonard R. Garner, Jr. | Sally Lapiduss & Erin Dunlap         | 3,35 Mio.       | 126        |
| Abwesend: Kevin Chamberlin als Bertram Winkle |           |                                    |                                   |                      |                                       |                        |                                      |                 |            |
| 25 | 25        | Der Adoptionstag                   | Gotcha Day                        | 24. Aug. 2012        | 7. Sep. 2012                          | Victor Gonzalez        | David J. Booth & Eric Schaar         | 4,44 Mio.       | 117        |
| 26 | 26        | Das Doppelleben des Mr. Kipling    | The Secret Life of Mr. Kipling    | 7. Sep. 2012         | 14. Sep. 2012                         | Eric Dean Seaton       | Pamela Eells O’Connell               | 3,59 Mio.       | 125        |

## Staffel 2
Die Erstausstrahlung der zweiten Staffel ist seit dem 5. Oktober 2012 auf dem US-amerikanischen Sender Disney Channel zu sehen. Die deutschsprachige Erstausstrahlung sendet der Pay-TV-Sender Disney Channel seit dem 11. März 2013.
| Nr. (ges.) | Nr. (St.) | Deutscher Titel               | Originaltitel                            | Erstausstrahlung USA | Deutschsprachige Erstausstrahlung (D) | Regie            | Drehbuch                             | Zuschauer (USA) | Prod. Code |
| --- | --------- | ----------------------------- | ---------------------------------------- | -------------------- | ------------------------------------- | ---------------- | ------------------------------------ | --------------- | ---------- |
| 27 | 1         | Grimms Gruselgeschichten      | The Whining                              | 5. Okt. 2012         | 12. März 2013                         | Rich Correll     | Eric Scharr & David Booth            | 3,58 Mio.       | 202        |
| Die Kinder haben Angst, nachdem der alte Pförtner Grimm Holloran (Meshach Taylor) ihnen eine gruselige Geschichte über eine Nanny im 13. Stock erzählt. Jessie und Tony versuchen gemeinsam, auf eine Halloweenparty zu kommen, sodass Jessie ihre Kurzgeschichte einem bekannten Zeitungsredakteur zeigen kann. |           |                               |                                          |                      |                                       |                  |                                      |                 |            |
| 28 | 2         | Grünäugige Monster            | Green-Eyed Monsters                      | 26. Okt. 2012        | 11. März 2013                         | Rich Correll     | Valerie Ahern & Christian McLaughlin | 2,67 Mio.       | 201        |
| Die neugeborenen Warane von Mrs. Kipling halten die ganze Familie auf Trab, besonders Ravi ist übermüdet und bezahlt Zuri dafür, sich zeitweise um sie zu kümmern. Jessie besucht gemeinsam mit Officer Petey einen Improvisationstheater-Workshop. Tony und Emma beschatten Jessie um herauszufinden, ob sie Tony betrügt. |           |                               |                                          |                      |                                       |                  |                                      |                 |            |
| 29 | 3         | Ein neues Schuljahr           | Make New Friends, but Hide the Old       | 2. Nov. 2012         | 13. März 2013                         | Phill Lewis      | Sally Lapiduss & Erin Dunlap         | 3,22 Mio.       | 203        |
| Das neue Schuljahr beginnt und Emma lernt Rosie kennen, die sie vor der Klasse blamiert. Luke lässt Plüschtier Kenny the Koala versehentlich aus seinem Rucksack fallen und seine Freunde lachen über ihn, woraufhin Ravi die „Schuld“ auf sich nimmt und selbst zum Ziel des Gespötts wird. Zuri weigert sich, ihre Hausaufgaben zu erledigen. |           |                               |                                          |                      |                                       |                  |                                      |                 |            |
| 30 | 4         | 101 kleine Echsen             | 101 Lizards                              | 9. Nov. 2012         | 14. März 2013                         | Bob Koherr       | Sally Lapiduss & Erin Dunlap         | 3,02 Mio.       | 205        |
| Ravi merkt, dass er sich nicht mehr um die 12 kleinen Warane kümmern kann, und will sie zur Adoption überlassen. Nach längerer Suche findet sich eine passende Kandidatin, die allerdings in Mrs. Chesterfields Auftrag arbeitet. Jessie und die Kinder glauben, Chesterfielt wolle die Warane für ihre Haut schlachten, und verfolgen sie, um schließlich auf einer Wohltätigkeitsveranstaltung zu landen, die von Chesterfield gesponsert wird und ein Heim für die Tiere präsentieren soll. |           |                               |                                          |                      |                                       |                  |                                      |                 |            |
| 31 | 5         | Modenschau mit Hindernissen   | Trashin’ Fashion                         | 30. Nov. 2012        | 15. März 2013                         | Phill Lewis      | Valerie Ahern & Christian McLaughlin | 2,56 Mio.       | 204        |
| Christina ist in der Stadt, um ihre neue Modelinie zu präsentieren. Emma mag das Design nicht, traut sich aber auch nicht, einen schlechten Artikel in ihrem eigenen, anonym verfassten, Modeblog zu veröffentlichen. Inzwischen versuchen Luke und Ravi, das Supermodel Diamond Bloodworth zu beeindrucken. Jessie arbeitet als Christinas Assistentin und so muss Bertram die Kinder beaufsichtigen. |           |                               |                                          |                      |                                       |                  |                                      |                 |            |
| 32 | 6         | Jessie trifft Austin & Ally   | Austin & Jessie & Ally All Star New Year | 7. Dez. 2012         | 6. Juli 2013                          | Bob Koherr       | Wayne Conley                         | 4,81 Mio.       | 207        |
| Der größte Traum von Austin war schon immer, an Silvester auf dem Times Square aufzutreten. Nun soll dieser Traum wahr werden und er fliegt mit Ally, Trish und Dez nach New York. Wegen ihrer Verspätung aufgrund eines umgeleiteten Fluges werden sie nicht hoch zur Plattform am Times Square gelassen und treffen unten auf Jessie und Emma. Sie helfen ihnen mit dem Helikopter hochzukommen und so kann Austin doch noch auftreten. Trish hat, um Geld zu verdienen, einen von Austins Schuhen an Emma verkauft, die ein riesiger Austin-Moon-Fan ist. Weil sich Austin seinen Schuh zurückholen will, geht er in das Penthouse der Ross-Familie. Dort sieht Jessie die Chance, einen ihrer Songs mit Austin zu singen. Allerdings finden Austin und Ally keinen ihrer Songs gut, bis auf einen, der aber eigentlich ein von Zuri für die Schule verfasstes Gedicht ist. Jessie will nicht, dass die beiden das herausfinden, deshalb versucht sie dies zu verhindern. Inzwischen sind alle nach Miami zurückgeflogen. Zuri kriegt raus, dass es ihr Gedicht ist, ist aber nicht sauer auf Jessie. Am Ende singen dann Austin und Jessie Zuris Gedicht und die New Yorker sind wieder nach New York geflogen. Bemerkung: Diese Episode bildet den zweiten Teil des einstündigen (ohne Werbung 48 min) Crossovers mit Austin & Ally, Jessie trifft Austin & Ally (im Original: Austin & Jessie & Ally All Star New Year). |           |                               |                                          |                      |                                       |                  |                                      |                 |            |
| 33 | 7         | Jessies und Zuris Verehrer    | The Trouble with Tessie                  | 11. Jan. 2013        | 18. März 2013                         | Bob Koherr       | David J. Booth & Eric Schaar         | 3,29 Mio.       | 206        |
| Als Tony Jessie zu einem Abendessen mit seiner Familie einlädt, befürchtet sie, er wolle ihr einen Heiratsantrag machen. Nachdem er mit ihr eine neue Wohnung besichtigt, fühlt sie sich bestätigt und entscheidet, Zuri mitzunehmen um ihm von dem Gedanken abzubringen. Die hat einen neuen Verehrer, Stuart, der sie erobern will, sie von ihm aber nichts wissen möchte. Er kommt auch zum Abendessen mit und schenkt Zuri dort einen Ring, den Jessie für Tonys Geschenk für sie hält, woraufhin sich aufklärt, dass beide noch lange nicht heiraten möchten. |           |                               |                                          |                      |                                       |                  |                                      |                 |            |
| 34 | 8         | Basketball und Aberglauben    | Say Yes to the Messy Dress               | 18. Jan. 2013        | 19. März 2013                         | Kevin Chamberlin | Adam Lapidus                         | 3,09 Mio.       | 208        |
| Jessie trifft mit den Kindern den Basketballer Chris Bosh, der mit seinem Team Miami Heat gegen die ortsansässigen New York Knicks spielt, und lädt ihn ein, im Penthouse zu übernachten, da er sich ein Hotelzimmer mit LeBron James teilen muss. Luke sorgt dafür, dass Chris Glückssocken gewaschen werden, der trifft daraufhin kaum noch einen Korb. Inzwischen wird Emma wegen ihres Modeblogs Kitty Couture zu einer Veranstaltung eingeladen, wohin sie Jessie gehen lässt um selbst anonym zu bleiben. Emma hat von einem berühmten Designer ein Kleid zum Review für ihr Blog bekommen, was dann Jessie unerlaubterweise auf dem roten Teppich tragen möchte, als sie mit Mrs. Kipling arbeitet, wird das Kleid aber beschädigt, doch Emma kann es wieder reparieren. Kurz vor Jessies Auftritt wird sie von Luke in den Park gerufen, um Chris Selbstbewusstsein wiederherzustellen, was ihr zwar gelingt, aber Luke und Ravi einen einer Flüssigkeit übergießen. Ein Foto von Jessie in dem Kleid mit Chris Bosh gelangt ins Internet, wodurch Jessie doch noch zu einem ‚Auftritt‘ in dem Kleid kommt. Gaststar: Chris Bosh als er selbst |           |                               |                                          |                      |                                       |                  |                                      |                 |            |
| 35 | 9         | Lehrerplage                   | Teacher’s Pest                           | 1. Feb. 2013         | 20. März 2013                         | Shannon Flynn    | Erin Dunlap & Sally Lapiduss         | 3,84 Mio.       | 210        |
| Zuri möchte wegen ihrer Lehrerin nicht in die Schule, da diese gemein sein soll. Jessie begleitet Zuri in die Schule und findet heraus warum die Lehrerin so gemein ist. Schließlich wird Jessie die Freundin der Lehrerin, die jedoch an liebsten Quidditch spielt. Das wird Jessie zu viel und sie möchte die Freundschaft kündigen, doch Zuri will sie daran hindern, da die Lehrerin seit sie Jessie als Freundin hat viel netter zu Zuri ist. |           |                               |                                          |                      |                                       |                  |                                      |                 |            |
| 36 | 10        | Der große Durchbruch – Teil 1 | Jessie’s Big Break (1)                   | 15. Feb. 2013        | 29. Juni 2013                         | Bob Koherr       | Adam Lapidus                         | 3,95 Mio.       | 216        |
| 37 | 11        | Der große Durchbruch – Teil 2 | Jessie’s Big Break (2)                   | 15. Feb. 2013        | 29. Juni 2013                         | Bob Koherr       | Adam Lapidus                         | 3,95 Mio.       | 217        |
| 38 | 12        | Das Fenster zum Jahrmarkt     | Pain in the Rear Window                  | 1. März 2013         | 21. März 2013                         | Bob Koherr       | Adam Lapidus                         | 3,21 Mio.       | 209        |
| Jessie versucht beim Schuljahrmarkt mit einem Ringwurfstand Geld für die Schule zu sammeln. Doch jemand hat ihren Stand sabotiert. Luke beobachtet den Jahrmarkt von seinem Apartment aus, da er sich am Bein verletzt hat. Jemand treibt auf dem Jahrmarkt sein Unwesen und Emma versucht diese geheimnisvolle Gestalt zu enthüllen. |           |                               |                                          |                      |                                       |                  |                                      |                 |            |
| 39 | 13        | Spielzeugtausch               | Toy Con                                  | 8. März 2013         | 22. März 2013                         | Bob Koherr       | Michele McGee & Rick Williams        | 3,60 Mio.       | 212        |
| 40 | 14        | Wer ist wer?                  | To Be Me or Not to Be Me                 | 5. Apr. 2013         | 26. März 2013                         | Bob Koherr       | Pamela Eells O’Connell               | 3,72 Mio.       | 211        |
| 41 | 15        | Jahrestag mit Hindernissen    | Why Do Foils Fall in Love?               | 19. Apr. 2013        | 25. März 2013                         | Rich Correll     | Mike Montesano & Ted Zizik           | 2,94 Mio.       | 214        |
| 42 | 16        | Angeber-Alarm                 | Kids Don’t Wanna Be Shunned              | 26. Apr. 2013        | 16. Okt. 2013                         | Rich Correll     | Erin Dunlap & Sally Lapiduss         | 2,78 Mio.       | 215        |
| 43 | 17        | Schachmatt                    | All the Knight Moves                     | 3. Mai 2013          | 16. Okt. 2013                         | Shannon Flynn    | Ted Zizik & Mike Montesano           | 3,08 Mio.       | 219        |
| 44 | 18        | Jagd nach Ruhm und Ehre       | We Don’t Need No Stinkin’ Badges         | 7. Juni 2013         | 17. Okt. 2013                         | Shannon Flynn    | Pamela Eells O’Connell               | 3,75 Mio.       | 223        |
| 45 | 19        | Kaninchen-Chaos               | Somebunny’s in Trouble                   | 21. Juni 2013        | 18. Okt. 2013                         | Amanda Bearse    | Pamela Eells O’Connell               | 3,04 Mio.       | 221        |
| 46 | 20        | Die Wachechse                 | Punch Dumped Love                        | 28. Juni 2013        | 21. Okt. 2013                         | Bob Koherr       | Leigha Barr & Pete Szillagyl         | 3,74 Mio.       | 213        |
| Gaststar: Adam Sandler als er selbst |           |                               |                                          |                      |                                       |                  |                                      |                 |            |
| 47 | 21        | Kenny, der Koala              | Quitting Cold Koala                      | 5. Juli 2013         | 22. Okt. 2013                         | Amanda Bearse    | Valerie Ahern & Christian McLaughlin | 2,25 Mio.       | 218        |
| 48 | 22        | Panik-Raum-Attacken           | Panic Attack Room                        | 5. Juli 2013         | 23. Okt. 2013                         | Rich Correll     | Eric Schaar & David J. Booth         | 2,87 Mio.       | 224        |
| 49 | 23        | Die Geburtstagsüberraschung   | Throw Momma from the Terrace             | 12. Juli 2013        | 24. Okt. 2013                         | Rich Correll     | Eric Schaar & David J. Booth         | 2,94 Mio.       | 222        |
| 50 | 24        | Der Bertram-Roboter           | The Jessie-nator: Grudgement Day         | 26. Juli 2013        | 17. Aug. 2013                         | Rich Correll     | Eric Schaar & David J. Booth         | 3,47 Mio.       | 220        |
| 51 | 25        | Jessie’s Tagebuch             | Diary of a Mad Newswoman                 | 9. Aug. 2013         | 25. Okt. 2013                         | Rich Correll     | Adam Lapidus                         | 3,48 Mio.       | 226        |
| 52 | 26        | Beziehungs-Chaos              | Break-Up and Shape-Up                    | 23. Aug. 2013        | 28. Okt. 2013                         | Rich Correll     | Sally Lapiduss                       | 3,49 Mio.       | 225        |
| 53 | 27        | Das Familientreffen – Teil 1  | G.I. Jessie (1)                          | 13. Sep. 2013        | 9. Nov. 2013                          | Rich Correll     | Pamela Eells O’Connell               | 4,77 Mio.       | 227        |
| 54 | 28        | Das Familientreffen – Teil 2  | G.I. Jessie (2)                          | 13. Sep. 2013        | 9. Nov. 2013                          | Rich Correll     | Pamela Eells O’Connell               | 4,77 Mio.       | 228        |

## Staffel 3
Im März 2013 verlängerte der Disney Channel die Serie um eine dritte Staffel.
| Nr. (ges.) | Nr. (St.) | Deutscher Titel                           | Originaltitel                                    | Erstausstrahlung USA | Deutschsprachige Erstausstrahlung (D) | Regie                                | Drehbuch                             | Zuschauer (USA) | Prod. Code |
| --- | --------- | ----------------------------------------- | ------------------------------------------------ | -------------------- | ------------------------------------- | ------------------------------------ | ------------------------------------ | --------------- | ---------- |
| 55 | 1         | Die Geisterparty                          | Ghost Bummers                                    | 5. Okt. 2013         | 26. Okt. 2014                         | Rich Correll                         | David J. Booth & Eric Schaar         | 3,17 Mio.       | 301        |
| 56 | 2         | Das Handmodel                             | Caught Purple Handed                             | 11. Okt. 2013        | 29. Sep. 2014                         | Rich Correll                         | Mike Montesano & Ted Zizik           | 2,81 Mio.       | 302        |
| Gaststar: Matthew Timmons als Max |           |                                           |                                                  |                      |                                       |                                      |                                      |                 |            |
| 57 | 3         | Zweitbesetzung                            | Understudied and Overdone                        | 18. Okt. 2013        | 30. Sep. 2014                         | Joel Zwick                           | Sally Lapiduss & Erin Dunlap         | 2,89 Mio.       | 303        |
| 58 | 4         | Das Blind Date                            | The Blind Date, the Cheapskate and the Primate   | 1. Nov. 2013         | 2. Okt. 2014                          | Rich Correll                         | David J. Booth & Eric Schaar         | 3,16 Mio.       | 305        |
| Gaststar: Garrett Clayton als Earl |           |                                           |                                                  |                      |                                       |                                      |                                      |                 |            |
| 59 | 5         | Echsen und Wrestler                       | Lizard Scales and Wrestling Tales                | 15. Nov. 2013        | 1. Okt. 2014                          | Rich Correll                         | Mike Montesano & Ted Zizik           | 2,89 Mio.       | 304        |
| 60 | 6         | Die Reality-Show                          | The Rosses Get Real                              | 22. Nov. 2013        | 3. Okt. 2014                          | Shannon Flynn                        | Adam Lapidus                         | 2,88 Mio.       | 307        |
| Gaststar: Rachel Germanie als Corinne Baxter |           |                                           |                                                  |                      |                                       |                                      |                                      |                 |            |
| 61 | 7         | Unerwarteter Weihnachtsbesuch             | Good Luck Jessie: NYC Christmas                  | 29. Nov. 2013        | 6. Dez. 2014                          | Rich Correll                         | Valerie Ahern & Christian McLaughlin | 5,78 Mio.       | 306        |
| Gaststars: Bridgit Mendler als Teddy, Jason Dolley als PJ, Bradley Steven Perry als Gabe, Mia Talerico als Charlie, Eric Allan Kramer als Bob, Leigh-Allyn Baker als Amy Bemerkung: Diese Episode ist ein Crossover mit Meine Schwester Charlie. |           |                                           |                                                  |                      |                                       |                                      |                                      |                 |            |
| 62 | 8         | Tanzstunden und Missverständnisse         | Krumping and Crushing                            | 10. Jan. 2014        | 5. Okt. 2014                          | Bob Koherr                           | Valerie Ahern & Christian McLaughlin | 2,70 Mio.       | 309        |
| Gaststar: Roger Bart als Tanzlehrer |           |                                           |                                                  |                      |                                       |                                      |                                      |                 |            |
| 63 | 9         | Der Band-Wettbewerb                       | Hoedown Showdown                                 | 21. Feb. 2014        | 4. Okt. 2014                          | Lauren Breiting                      | Pamela Eells O'Connell               | 2,53 Mio.       | 308        |
| Gaststars: Stefanie Scott als Maybelle, Brian Stepanek als Mr. Collinsworth |           |                                           |                                                  |                      |                                       |                                      |                                      |                 |            |
| 64 | 10        | Ravis Rohkoststand                        | Snack Attack                                     | 7. März 2014         | 6. Okt. 2014                          | Maxine Lapiduss                      | Sally Lapiduss & Erin Dunlap         | 2,01 Mio.       | 310        |
| 65 | 11        | Grusel-Connie: Der totale Horror          | Creepy Connie 3: The Creepening                  | 11. Apr. 2014        | 7. Okt. 2014                          | Joel Zwick                           | David J. Booth & Eric Schaar         | 2,81 Mio.       | 311        |
| Gaststars: Sierra McCormick als Connie, Genevieve Hannelius als Mackenzie |           |                                           |                                                  |                      |                                       |                                      |                                      |                 |            |
| 66 | 12        | Freundschaft, Feindschaft                 | Acting with the Frenemy                          | 27. Apr. 2014        | 8. Okt. 2014                          | Sean Lambert                         | Mike Montesano & Ted Zizik           | 2,37 Mio.       | 312        |
| Gaststar: Jillian Rose Reed als Abby |           |                                           |                                                  |                      |                                       |                                      |                                      |                 |            |
| 67 | 13        | Vom Weißen Haus in unser Haus             | From the White House to Our House                | 16. Mai 2014         | 15. Okt. 2014                         | Rich Correll                         | Pamela Eells O'Connell               | 2,38 Mio.       | 319        |
| Gaststar: Michelle Obama als sie selbst |           |                                           |                                                  |                      |                                       |                                      |                                      |                 |            |
| 68 | 14        | Hilfe unerwünscht                         | Help Not Wanted                                  | 13. Juni 2014        | 9. Okt. 2014                          | Steve Hoefer                         | Sally Lapiduss & Erin Dunlap         | 2,43 Mio.       | 313        |
| 69 | 15        | Wo ist Zuri?                              | Where's Zuri?                                    | 20. Juni 2014        | 13. Okt. 2014                         | Rich Correll                         | Mike Montesano & Ted Zizik           | 2,45 Mio.       | 317        |
| Gaststar: Matt Shively als Hudson |           |                                           |                                                  |                      |                                       |                                      |                                      |                 |            |
| 70 | 16        | Hektik am Morgen                          | Morning Rush                                     | 27. Juni 2014        | 10. Okt. 2014                         | Kevin Chamberlin                     | Valerie Ahern & Christian McLaughlin | 3,35 Mio.       | 314        |
| 71 | 17        | Und Cut!                                  | Lights, Camera, Distraction!                     | 11. Juli 2014        | 11. Okt. 2014                         | Lauren Breiting                      | Adam Lapidus                         | 2,50 Mio.       | 315        |
| 72 | 18        | Verloren im Weltall                       | Spaced Out                                       | 25. Juli 2014        | 14. Okt. 2014                         | Rich Corell                          | Adam Lapidus                         | 2,52 Mio.       | 318        |
| 73 | 19        | Lüge und Wahrheit                         | The Telltale Duck                                | 8. Aug. 2014         | 12. Okt. 2014                         | Leigh-Allyn Baker                    | Pamela Eells O'Connell               | 1,58 Mio.       | 316        |
| 74 | 20        | Die Kaffee-Romanze                        | Coffee Talk                                      | 22. Aug. 2014        | 14. Feb. 2015                         | Debby Ryan                           | Peter Szilagyi                       | 2,19 Mio.       | 327        |
| 75 | 21        | Ein Traummann kommt selten allein         | Between the Swoon and New York City              | 19. Sep. 2014        | 12. Mai 2015                          | Jonathan A. Rosenbaum                | Erin Dunlap & Sally Lapiduss         | 1,76 Mio.       | 323        |
| 76 | 22        | Das liebe Geld                            | No Money, Mo' Problems                           | 26. Sep. 2014        | 13. Mai 2015                          | Adam Lapidus                         | Victor Gonzalez                      | 2,03 Mio.       | 324        |
| 77 | 23        | Bedenkzeit                                | The Runaway Bride of Frankenstein                | 2. Okt. 2014         | 14. Mai 2015                          | Vanessa Mancos                       | Bob Koherr                           | 2,21 Mio.       | 325        |
| 78 | 24        | Schwere Entscheidung                      | There Goes the Bride                             | 10. Okt. 2014        | 15. Mai 2015                          | Pamela Eells O'Connell               | Bob Koherr                           | 2,72 Mio.       | 326        |
| 79 | 25        | Taxifahrt ins Glück                       | Ride to Riches                                   | 21. Nov. 2014        | 11. Mai 2015                          | Leigha Barr & Pete Szillagyl         | Bob Koherr                           | 1,93 Mio.       | 320        |
| 80 | 26        | Aloha! Jessies Weihnachten auf Hawaii (1) | Jessie's Aloha-holidays with Parker and Joey (1) | 28. Nov. 2014        | 21. Nov. 2015                         | Eric Schaar & David J. Booth         | Shannon Flynn                        | 3,50 Mio.       | 321        |
| 81 | 27        | Aloha! Jessies Weihnachten auf Hawaii (2) | Jessie's Aloha-holidays with Parker and Joey (2) | 28. Nov. 2014        | 21. Nov. 2015                         | Valerie Ahern & Christian McLaughlin | Shannon Flynn                        | 3,50 Mio.       | 322        |

## Staffel 4
Am 20. Mai 2014 wurde bestätigt, dass eine vierte Staffel produziert wird, die seit dem 9. Januar 2015 im Disney Channel ausgestrahlt wird.
| Nr. (ges.) | Nr. (St.) | Deutscher Titel                   | Originaltitel                 | Erstausstrahlung USA | Deutschsprachige Erstausstrahlung (D) | Regie            | Drehbuch                                | Zuschauer (USA) | Prod. Code |
| ---------- | --------- | --------------------------------- | ----------------------------- | -------------------- | ------------------------------------- | ---------------- | --------------------------------------- | --------------- | ---------- |
| 82         | 1         | Aber Afrika ist so… weit weg      | But Africa Is So… Fari        | 9. Jan. 2015         | 23. Nov. 2015                         | Rich Correll     | Eric Schaar                             | 2,43 Mio.       | 402        |
| 83         | 2         | Eine gründliche Rasur             | A Close Shave                 | 16. Jan. 2015        | 24. Nov. 2015                         | Shannon Flynn    | Valerie Ahern & Christian McLaughlin    | 2,35 Mio.       | 401        |
| 84         | 3         | Keine Gnade für Mrs. Chesterfield | Four Broke Kids               | 6. Feb. 2015         | 25. Nov. 2015                         | Kevin Chamberlin | Pamela Eells O’Connell                  | 2,13 Mio.       | 410        |
| 85         | 4         | Moby und SCOBY                    | Moby and SCOBY                | 20. Feb. 2015        | 26. Nov. 2015                         | Bob Koherr       | Pamela Eells O’Connell                  | 2,10 Mio.       | 404        |
| 86         | 5         | Karate Kid-tastrophe              | Karate Kid-tastrophe          | 27. März 2015        | 27. Nov. 2015                         | Bob Koherr       | Adam Lapidus                            | 1,98 Mio.       | 403        |
| 87         | 6         | Basketball für Anfänger           | Basket Cases                  | 28. März 2015        | 28. Nov. 2015                         | Rich Correll     | Adam Lapidus                            | 1,38 Mio.       | 405        |
| 88         | 7         | Eingeschneit                      | Capture the Nag               | 7. Apr. 2015         | 29. Nov. 2015                         | Rich Correll     | Mike Montesano & Ted Zizik              | 1,85 Mio.       | 409        |
| 89         | 8         | Denker, Diamanten, Dummheiten     | What a Steal                  | 17. Apr. 2015        | 30. Nov. 2015                         | Phill Lewis      | Valerie Ahern & Christian McLaughlin    | 1,57 Mio.       | 413        |
| 90         | 9         | Flitzer, Blitzer, Hot Dogs        | Driving Miss Crazy            | 24. Apr. 2015        | 1. Dez. 2015                          | Rich Correll     | Mike Montesano & Ted Zizik              | 2,18 Mio.       | 408        |
| 91         | 10        | Bis bald, Bertie                  | Bye Bye Bertie                | 15. Mai 2015         | 2. Dez. 2015                          | Debby Ryan       | Sally Lapiduss & Erin Dunlap            | 1,80 Mio.       | 407        |
| 92         | 11        | Auf offener See (1)               | Rossed at Sea, Part 1         | 5. Juni 2015         | 3. Dez. 2015                          | Rich Correll     | Joshua Corey & Brian Kratz              | 2,14 Mio.       | 414        |
| 93         | 12        | Auf offener See (2)               | Rossed at Sea, Part 2         | 6. Juni 2015         | 4. Dez. 2015                          | Rich Correll     | Mike Montesano & Ted Zizik              | 1,96 Mio.       | 415        |
| 94         | 13        | Auf offener See (3)               | Rossed at Sea, Part 3         | 7. Juni 2015         | 5. Dez. 2015                          | Rich Correll     | Joshua Corey & Brian Kratz              | 2,39 Mio.       | 416        |
| 95         | 14        | Tanz, wenn du kannst              | Dance, Dance Resolution       | 10. Juli 2015        | 6. Dez. 2015                          | Debby Ryan       | Sally Lapiduss & Erin Dunlap            | 1,97 Mio.       | 412        |
| 96         | 15        | Ein Toupet auf Abwegen            | Someone Has Tou-pay           | 24. Juli 2015        | 7. Dez. 2015                          | Rich Correll     | Valerie Ahern & Christian McLaughlin    | 1,65 Mio.       | 406        |
| 97         | 16        | Rollentausch                      | Identity Thieves              | 11. Sep. 2015        | 8. Dez. 2015                          | Debby Ryan       | Monica Contreras & Jess Pineda          | 1,44 Mio.       | 417        |
| 98         | 17        | Mrs. Kiplings Karriere            | Katch Kipling                 | 18. Sep. 2015        | 9. Dez. 2015                          | Lauren Breiting  | Adam Lapidus                            | 2,28 Mio.       | 418        |
| 99         | 18        | Die Geister, die ich rief         | The Ghostest with the Mostest | 2. Okt. 2015         | 10. Dez. 2015                         | Rich Correll     | Sally Lapiduss & Erin Dunlap            | 2,10 Mio.       | 411        |
| 100        | 19        | Lügen im Lebenslauf               | The Fear in Our Stars         | 9. Okt. 2015         | 11. Dez. 2015                         | Bob Koherr       | Joshua Corey, Brian Kratz & Eric Schaar | 2,50 Mio.       | 419        |
| 101        | 20        | Ohne Jessie geht es nicht         | Jessie Goes to Hollywood      | 16. Okt. 2015        | 11. Dez. 2015                         | Bob Koherr       | Pamela Eells O'Connell                  | 2,43 Mio.       | 420        |